# Marcel Peyrouton

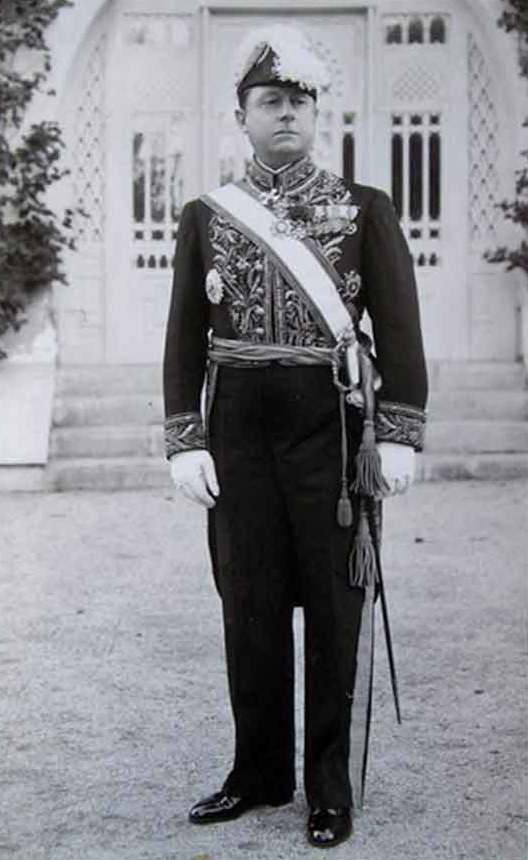
Marcel Peyrouton (um 1935)

Bernard Marcel Peyrouton (* 2. Juli 1887 in Paris; † 6. November 1983 in Saint-Cloud, Département Hauts-de-Seine, Frankreich) war ein französischer Kolonialadministrator, Diplomat und Politiker.

## Biografie
Von Juli 1933 bis März 1936 war er Generalresident von Tunesien. Unmittelbar im Anschluss war er für sechs Monate Generalresident von Marokko. Im Juni 1940 kehrte er nach Tunesien zurück und war bis Juli 1940 wieder Generalresident Frankreichs.
Nach der Niederlage Frankreichs gegen Deutschland berief ihn der Präsident des Ministerrates Pierre Laval am 6. September 1940 zum Innenminister in sein Kabinett. In dieser Funktion berief Peyrouton den Architekten Le Corbusier zum Verantwortlichen für Städtebau in den zerstörten Gebieten Frankreichs. Als bekannter Antisemit traf Peyrouton Vorbereitungen für den später gescheiterten Madagaskarplan zur Deportation von Juden in die damalige französische Kolonie. Das Amt des Innenministers bekleidete er auch unter Lavals Nachfolger François Darlan bis zum 14. Februar 1941, als Darlan selbst das Amt des Innenministers übernahm.
Im Anschluss war er bis April 1942 Botschafter in Argentinien. Von Januar bis Juni 1943 war er Generalgouverneur von Marokko. Dieses Amt übergab er anschließend an General Georges Catroux, Repräsentant der Regierung von Charles de Gaulle im Nahen Osten.
Am 22. Dezember 1943 wurde Peyrouton festgenommen. In einem Verfahren vor der Commission d’Épuration wurde er nach dem Ende des Zweiten Weltkrieges im Dezember 1948 vom Vorwurf der Kollaboration mit der deutschen Besatzungsmacht freigesprochen. Er drang bei den Richtern mit einer Argumentation durch, wonach er nur übergeordneten Befehlen gehorcht habe, eine Sichtweise, die er im Prozess in diesen Worten darlegte: „Ich habe mir keine Fragen gestellt. Ich wiederhole es Ihnen: ich bin nicht für die Republik, ich bin nicht gegen die Republik, ich bin ein Ausführender, ein Beamter.“